# Йовановский, Джёре
Джёрджи «Джёре» Йовановский (макед. Ѓорѓи "Ѓоре" Јовановски; 22 марта 1956, Скопье) — югославский футболист, крайний полузащитник и защитник, северомакедонский футбольный тренер.

## Биография
Большую часть игровой карьеры провёл в клубе «Вардар» (Скопье) в высшей и первой лигах Югославии. Всего за 13 сезонов сыграл около 270 матчей в чемпионатах страны, а всего с учётом других турниров и товарищеских игр — 486 матчей. Является одним из лидеров клуба по числу матчей в истории. Победитель первого дивизиона Югославии сезона 1978/79. Лучшим результатом в высшем дивизионе стало пятое место (1984/85).
В сезоне 1977/78 выступал за «Црвену Звезду», но провёл только один матч в чемпионате. В конце карьеры играл за турецкие клубы «Самсунспор» и «Анкарагюджю».
Тренерскую карьеру начал в 1998 году в «Вардаре», завоевав в сезоне 1998/99 Кубок Республики Македонии. В 1999 году возглавил действующего чемпиона клуб «Слога Югомагнат», с которым ещё дважды становился чемпионом Республики Македонии (1999/00, 2000/01), стал обладателем (1999/00) и финалистом (2000/01) национального Кубка.
В 2001—2002 годах возглавлял национальную сборную Республики Македонии, под его руководством команда дважды сыграла в ничью и три игры проиграла — по 0:5 Словакии и Венгрии и 0:3 Финляндии. Затем недолго работал с турецким клубом «Самсунспор».
В 2003 году возглавил «Работнички», приводил команду к двум победам в чемпионате страны (2004/05, 2005/06) и вице-чемпионству (2006/07). В сезоне 2007/08 привёл команду-дебютант «Милано» (Куманово) ко второму месту в чемпионате и вывел в финал Кубка Республики Македонии. В сезоне 2008/09 без особого успеха тренировал «Металлург» (Скопье).
В августе 2010 года был назначен главным тренером софийского ЦСКА, но спустя три месяца, после домашнего поражения в Лиге Европы 0:2 от венского «Рапида», был уволен.
В июне 2011 года был назначен главным тренером сборной Бангладеш, но не провёл ни одного матча. Спустя несколько дней после назначения отказался поехать с командой на выезд в Пакистан из-за личной занятости и был уволен, а его место занял помощник Никола Илиевский.
В ноябре 2011 года вернулся на пост тренера «Работнички», но спустя два месяца покинул клуб. В 2010-е годы на короткое время становился тренером клубов «Шкендия», «Брегалница» (Штип) и снова «Работнички».
Трижды признавался лучшим тренером года Республики Македонии по версии «Спорт радио 90.3 FM».